# ʿAlī ibn Muhammad al-Dschurdschānī
as-Saiyid asch-Scharīf ʿAlī ibn Muhammad al-Dschurdschānī (as-Sayyid aš-Šarīf ʿAlī ibn Muḥammad al-Ǧurǧānī; geboren in Tādschū bei Astarābād; gestorben 1413 in Schīrāz) war ein persischer islamischer Theologe aus dem Übergang zur Timuridenzeit. Zu seinen wichtigsten Werken zählt das "Buch der Definitionen" (Kitāb at-Taʿrīfāt كتاب التعريفات).

## Werke (Auswahl)
- Josef van Ess: Die Träume der Schulweisheit. Harrassowitz, Wiesbaden 2013
- Alnoor Dhanani: Jurjānī: ʿAlī ibn Muḥammad ibn ʿAli al‐Ḥusaynī al‐Jurjānī (al‐Sayyid al–Sharīf). In: Thomas Hockey u. a.: The Biographical Encyclopedia of Astronomers. Springer, New York 2007, ISBN 978-0-387-31022-0, S. 603–604 (PDF-Datei)